# Keiron Stewart
Keiron Stewart (ur. 21 listopada 1989 w regionie Saint Andrew) – jamajski lekkoatleta specjalizujący się w biegu na 110 metrów przez płotki.
Docierał do półfinałów podczas mistrzostw świata juniorów młodszych w 2005 oraz mistrzostw świata juniorów w 2006 roku. W Bydgoszczy – w lipcu 2008 – zdobył brązowy medal juniorskiego czempionatu globu.
Rekord życiowy w biegu na 110 metrów przez płotki (płotki seniorskie): 13,44 (25 marca 2011, Austin, 9 czerwca 2011, Des Moines, 26 czerwca 2011, Kingston) / 13,36w (7 czerwca 2012, Des Moines).

## Osiągnięcia
| Rok  | Impreza                               | Miejsce   | Konkurencja                | Lokata     | Wynik |
| ---- | ------------------------------------- | --------- | -------------------------- | ---------- | ----- |
| 2005 | Mistrzostwa świata juniorów młodszych | Marrakesz | bieg na 110 m przez płotki | półfinał   | 14,34 |
| 2006 | Mistrzostwa świata juniorów           | Pekin     | bieg na 110 m przez płotki | półfinał   | 14,15 |
| 2008 | Mistrzostwa świata juniorów           | Bydgoszcz | bieg na 110 m przez płotki | 3. miejsce | 13,51 |